# Gura Văii (okręg Buzău)
Gura Văii – wieś w Rumunii, w okręgu Buzău, w gminie Scorțoasa. W 2011 roku liczyła 247 mieszkańców.